# José Jadílson dos Santos Silva
José Jadílson dos Santos Silva (født 4. december 1977) er en tidligere brasiliansk fodboldspiller.